# Choucroute garnie

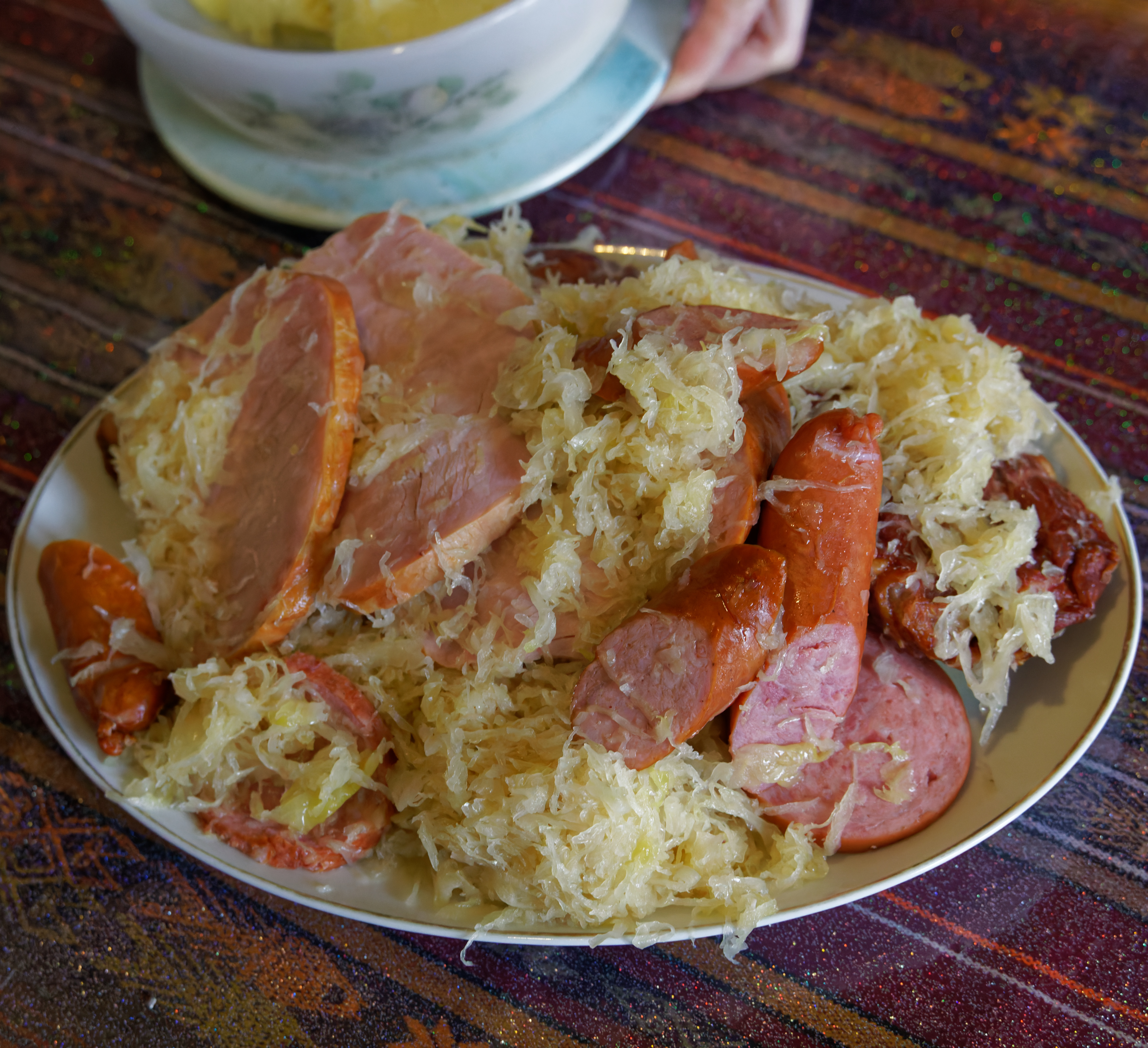
Ein typisches choucroute garnie

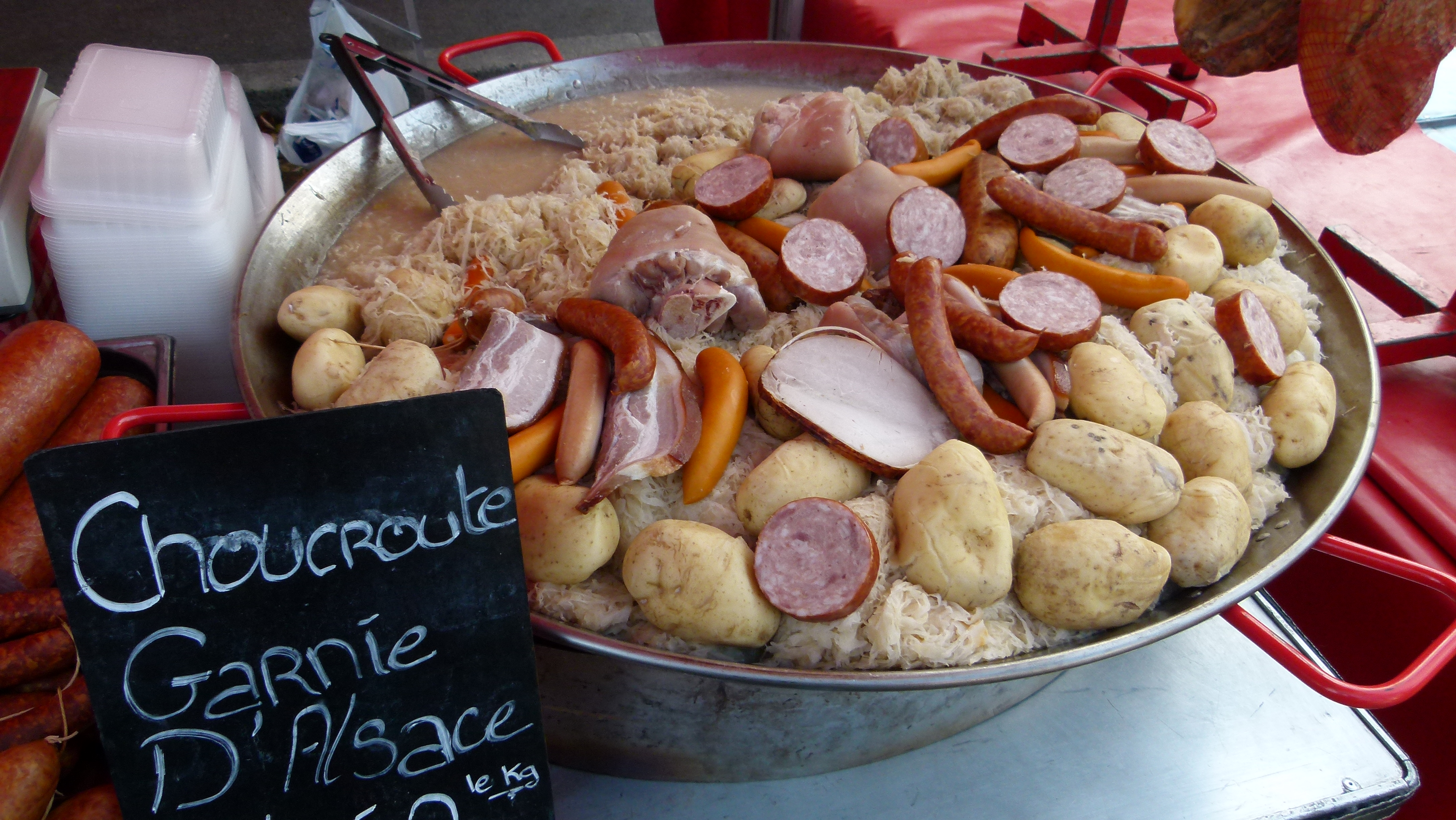
Choucroute-garnie-Angebot auf einem französischen Markt

Choucroute garnie (französisch für garniertes Sauerkraut) ist ein elsässisches Gericht, bestehend aus Sauerkraut mit Würsten und anderen gesalzenen Fleischarten sowie häufig auch Kartoffeln. Es ähnelt vor allem der Berner Platte und dem österreichischen Bauernschmaus, aber auch anderen Sauerkrautgerichten wie der Schlachtplatte.
Choucroute ist eine phonologisch französische Form des elsässischen Sürkrüt, deutsch Sauerkraut.

## Das Gericht

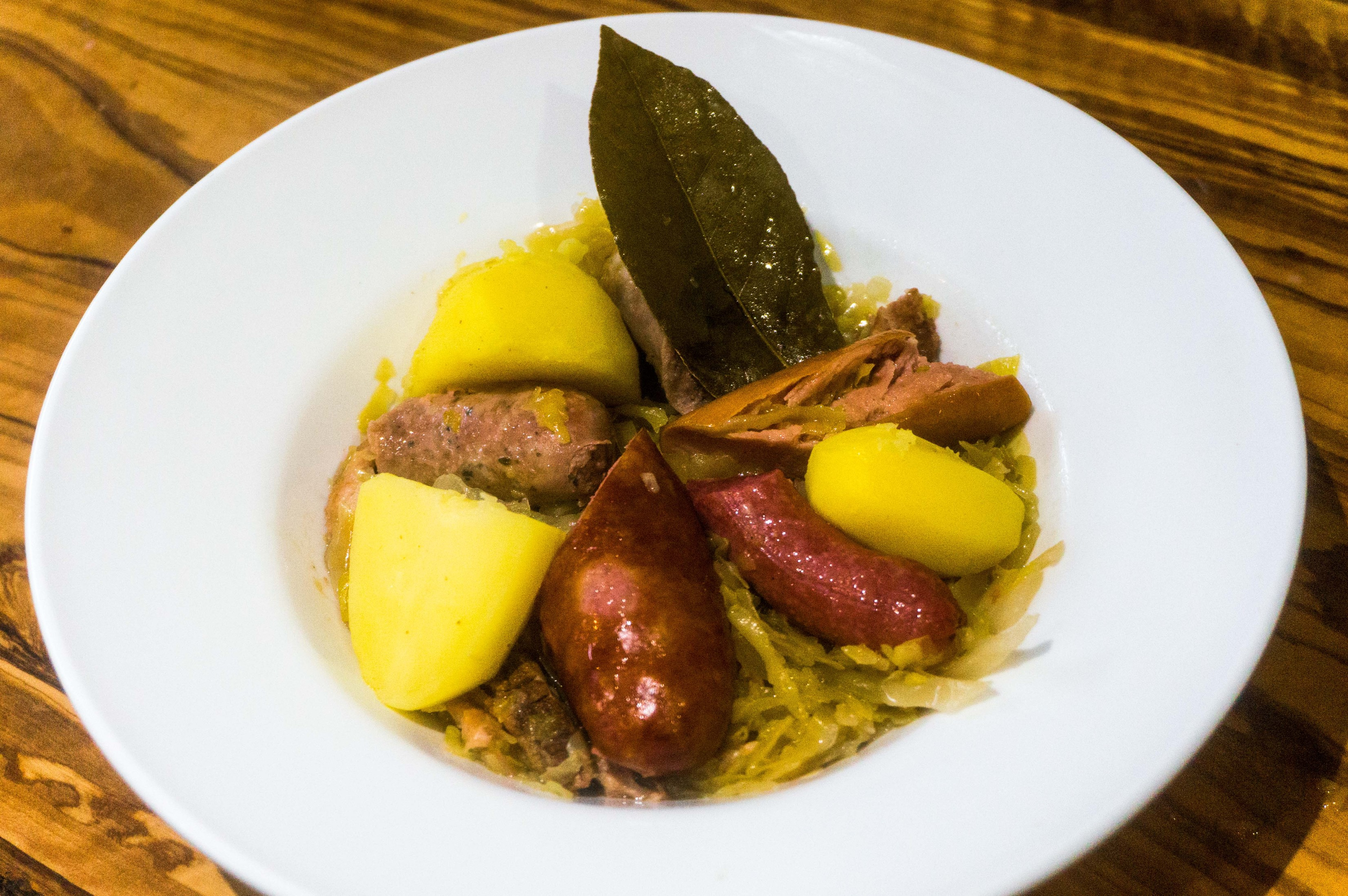
Sauerkraut garnie mit Montbéliard, Straßburg, Toulouse, Wiener Würstchen und Kartoffeln.

Das deutsche und osteuropäische Gericht Sauerkraut breitete sich nach dem Westfälischen Frieden 1648 immer weiter nach Westen aus und wird heute in weiten Teilen Frankreichs auf der Speisekarte geführt.
Für choucroute garnie gibt es kein festgelegtes Rezept, die Tradition und Überlieferung ist stark regional beeinflusst. Gemeinsam ist allen, dass Sauerkraut gemeinsam mit diversen Fleischsorten eingekocht wird.
Traditionelle Rezepte benötigen vier charakteristisch verschiedene Würste: Wiener Würste, Montbéliard-Würste, Morteau-Würste und Saucisson Vaudois. Dazu kommen fetthaltige oder stark gepökelte Formen von Schweinefleisch wie Speck, Schulterspeck und Schinken (Rollschinken). Variationen bestehen in der Verwendung von Fisch oder Hühner/-Gänsefleisch als Ersatz des Schweinefleischs, was aber untypisch und eher seltener anzutreffen ist.
Das Sauerkraut wird dabei mit einem Glas Riesling oder anderem trockenen Weißwein sowie mit verschiedenen Gemüsesorten aufgekocht. Einige Rezepte beinhalten auch Zwiebeln oder Äpfel. Der Gastronomiejournalist Jeffrey Steingarten versuchte 1989 ein authentisches Rezept niederzuschreiben. Er erklärt, dass jedes traditionelle Rezept schwarzen Pfeffer, Gewürznelken, Knoblauch, Wacholderbeeren, Zwiebeln und Kartoffeln enthalte. Meist werde auch ein Lorbeerblatt und Wein beigefügt.
Wie cassoulet, pot au feu und andere traditionelle französische Gerichte, ist choucroute garnie ein traditionelles, preiswertes Gericht, von dem viele verschiedene Varianten bestehen, wie etwa Choucroute Royale, welches Champagner anstelle von Riesling enthält, oder mit Verwendung höherwertiger Zutaten (so wie foie gras und Wild), die sowohl in traditionellen Quellen vorkommen (z. B. Ali-Bab) als auch in Rezepten von renommierten Chefköchen und Restaurants.
Choucroute garnie wird in Frankreich ebenfalls als Mikrowellengericht in einer fertig zubereiteten Form angeboten.
Die ungarische Variante von choucroute garnie beinhaltet gefüllte Kohlblätter zusätzlich zu den anderen Zutaten. Gehackter Kohl kann ebenfalls beigefügt werden, um das Gericht weniger gärend zuzubereiten und deshalb für die Verdauung verträglicher zu machen.

## Trivia
Choucroute ist in Frankreich auch bekannt als Frisur, bekannt geworden durch Brigitte Bardot in den 1960ern. Dabei wird blondes Haar in einem unarrangierten Stil hochgekämmt und zusammengebunden. Optisch sieht die Haarpracht dann aus wie serviertes Sauerkraut, daher der Name.